# 三宅克幸
三宅 克幸（みやけ かつゆき、1981年12月11日-）は、日本の男性俳優。元お笑いタレント。浅井企画所属。岡山県出身。身長183cm、体重70kg。旧芸名は名無しのタツ、ミヤタツ。

## 経歴
お笑い芸人としての経験と、高身長を生かした熱くダイナミックな演技を得意とする。元々はクエスチョンというコンビでお笑い芸人として活動しており、M-1グランプリへの出場経験もある。その後ピン芸人となり、さらに俳優に転向した。
つらいときでもお笑いを観るとその間だけはそのつらさを忘れられるという経験から、人を楽しませることをめざしてお笑い芸人として活動していたが、演劇のレッスンで演じることの楽しさを覚え、より多くの人に笑いだけでなく他の喜怒哀楽も共感してもらえるよう、俳優に転身した。元々、中学時代にもブルース・リーなどの映画俳優に憧れていたこともある。
趣味は献血、サイクリング、バッティングセンター通い。特技はキックボクシング、家事、ボウリングで、家事検定や世界遺産検定3級といった資格も取得している。
キックボクシングに関してはアマチュアの大会にも出場している。2015年にはK-1チャレンジ（現K-1アマチュア）に芸能人K-1部として出場しており、よしもとクリエイティブ・エージェンシー所属の吉田圭佑と対戦し判定勝利を収めている。
2017年夏頃より、K-1ジム総本部にてトレーナーとしても活動している。
埼玉西武ライオンズのファン。

## 出演作品

### 舞台
- ソラオの世界（西田シャトナー作・演出、2009年4月29日 - 5月6日、萬劇場）- ミヤタツ 名義
- おいでましぇ おかえりましぇ（是永克也作・演出、2009年10月30日 - 11月3日、中野HOPE）- ミヤタツ 名義
- アクトリーグ（2010年、スタジオアルタ他）- ミヤタツ 名義
- かいませう（2010年3月5日 - 3月6日、ライブハウスGLAD）- ミヤタツ 名義
- オサエロ（2010年10月13日 - 17日、AQUAスタジオ）- ミヤタツ 名義
- SAKURA（2011年、AQUAスタジオ）- 原田左之助 役
- MOTHER〜特攻の母 鳥濱トメ物語〜（藤森一朗演出、2011年、新国立劇場他）
- 信長（藤森一朗演出、2011年9月7日 - 11日、スペース・ゼロ）
- KIRA〜赤穂事件推理帳〜（藤森一朗脚本、大橋由紀子演出、2012年2月8日 - 13日、Airスタジオ）
- 働く妻の休日（山本夢人演出、2012年5月5日 - 13日、ウエストエンドスタジオ）
- らき☆すた≒おん☆すて（2012年9月20日 - 30日、シアターGロッソ）- 泉そうじろう 役
- ボーイズ☆ファイト（松崎史也演出、2013年1月18日 - 21日、新宿シアターモリエール）- 金剛武 役
- カウラの班長会議（坂手洋二作・演出、2013年3月8日 - 24日、下北沢ザ・スズナリ）- 三村茂 役
- 人狼 ザ・ライブプレイングシアター × 新撰組 〜壬生村の狼〜（松崎史也演出、2013年6月13日 - 16日、新宿シアターモリエール）- 島田魁 役
- ピグマリオン（小田島恒志翻訳、宮田慶子演出、2013年11月13日 - 12月1日、新国立劇場）- 二番目の警官、煙草屋、一番目の踊り場の従者 役
- 人狼 ザ・ライブプレイングシアター #09:VILLAGE V 冬霧に冴ゆる村（吉谷光太郎演出、2014年1月4日 - 1月13日、上野ストアハウス）- 甘党カイト 役
- サロメ（コビヤマ洋一脚本、佐藤智恵演出、2014年2月19日 - 2月23日、東京芸術劇場シアターウエスト）  第二の兵士 役
- 舞台版 天誅（久保田唱脚本・演出、2014年5月7日 - 5月11日、シアターサンモール）- 郷田松之信 役
- カウラの班長会議 side A（坂手洋二作・演出、2014年7月10日 - 7月20日、下北沢ザ・スズナリ / 2014年7月22日、神戸アートビレッジセンター KAVCホール / 2014年7月24日 - 7月25日、ウィルあいち・ウィルホール /  2014年8月1日 - 8月2日、オーストラリア カウラ Cowra Civic Centre /  2014年8月5日 - 8月7日、キャンベラ The Street Theatre /  2014年8月10日、シドニー NIDA Parade Theatre）- 三村茂 役
- 毛皮のマリー　(美輪明宏演出、2019年4月2日 - 4月21日、新国立劇場中劇場 / 2019年4月25日、福岡市民会館 / 2019年5月8日、愛知県芸術劇場大ホール / 2019年5月24日 - 2019年5月26日、梅田芸術劇場シアター・ドラマシティ） - 名もない水夫（マドロス）役

### テレビドラマ
- ウルトラゾーン 第9話（2011年、tvk他）- 高校生男子 役
- 戦国BASARA - MOONLIGHT PARTY -（2012年、MBS他）
- 明日もきっと君に恋をする。（2016年、フジテレビオンデマンド） - 美術館職員　役
- バウンサー（2017年、BSスカパー!）
- コード・ブルー -ドクターヘリ緊急救命- 3rd season 最終話（2017年、CX）- 須藤道也医師　役
- アンナチュラル 第6話（2018年） ‐ 細川隆文　役
- 連続殺人鬼カエル男 第6.7話（2020年、カンテレ）
- GARO -VERSUS ROAD- 第1.2話（2020年、東京MX） - 宮岡役
- 異世界居酒屋「のぶ」（2020年5月16日 - 、WOWOWプライム） - ホルガー 役
- 剣樹抄 ～光圀公と俺～ 第6話（2021年、NHK BSプレミアム） - 与力役
- 異世界居酒屋「のぶ」Season2～魔女と大司教編～（2022年5月27日 - 、WOWOWプライム） - ホルガー 役
- 特捜9 season6 最終話（2023年5月31日、テレビ朝日） - 川田寿一 役

### バラエティ
- ご自慢ライブ おしあげNOW（2012年8月5日、TOKYO MX）
- 恋愛総選挙（2014年4月3日、CX）
- 特捜警察ジャンポリス（2015年2月27日・3月6日、テレビ東京）
- アメトーーク！！（2020年2月20日、テレビ朝日）

### CM
- ツインリンクもてぎ（2016年）
- NTTネオメイト elgana（2021年） - クイズ編ナレーション
- イーネット 冬の計画編（2021年）ラジオJFN系列FM局全国ネット
- Marriott Bonvoy® アメリカン・エキスプレス®・プレミアム・カード（2022年）

### 映画
- tokyo role-playing（坂牧良太監督、2009年）- ミヤタツ 名義
- 煙をめぐる冒険（秋本健樹監督、2010年）- ミヤタツ 名義
- モルモット（葉山陽一郎監督、2011年）- シンエイ薬品警備員 役、ミヤタツ 名義
- 戦国BASARA - MOONLIGHT PARTY - Remix（2012年）
- ABC・オブ・デス（オムニバス「Z for 全滅」、西村喜廣監督、2012年）- サラリーマン3 役
- 騒音（関根勤監督、2015年）
- Too young to die！（宮藤官九郎監督、2016年）
- なれない二人（樋口幸之助監督、2018年）- 鎬貴久役
- GEIMU（ドリアン後藤ストーン監督、2020年）- ヒロシ役
- セタガヤゲーム（小原健監督、2021年）- 劇団員役
- 麻希のいる世界（塩田明彦監督、2022年）- 警官役
- 前科者（岸善幸監督、2022年）- 刑事役
- キングダム2 遥かなる大地へ（佐藤信介監督、2022年）- 百人将役

### ラジオ
- J-WAVE SPECIAL WAKO LOVE AND GIFT（2015年）

### Vシネマ
- おくりびと怪奇譚（古賀奏一郎監督、2009年）- 増田圭介 役、ミヤタツ 名義

### お笑いライブ
- お笑いヤン!ヤン!ヤン!（2007年9月14日・11月9日）- 名無しのタツ 名義
- ロッキード事件13（2007年9月30日、新宿鍋茶屋コンフォール）- 名無しのタツ 名義
- 笑ゲットSHOW!!（2007年12月5日 - 2009年4月8日、しもきた空間リバティ）- 名無しのタツ、ミヤタツ 名義
- ビックワン大喜利世界一決定戦 第十七回大会一回戦（2008年2月28日、中野ゼロ視聴覚ホール）- 名無しのタツ 名義
- ロッキード事件14（2008年3月8日、中野ゼロ視聴覚ホール）- 名無しのタツ 名義
- スマイル☆スパーク（2008年8月4日、中野ゼロ視聴覚ホール）- ミヤタツ 名義

### イベント
- トークライブ　ノミカイ。（2012年 - ）- 幹事長
- NewTYPE30周年スペシャルイベント　久喜市商工会議所presents ついてていいとも！　MC（2015年、スタジオアルタ）
- 『K-1 WORLD GP 2015』7.4代々木決戦・大決起集会！（2015年6月13日、J:COM Wonder Studio）